# Фабріціо Бентівольо
Фабрі́ціо Бентіво́льо (італ. Fabrizio Bentivoglio; нар. 4 січня 1957, Мілан, Італія) — італійський театральний та кіноактор, режисер та сценарист. Один з найуспішніших акторів сучасного італійського кіно. За час своєї акторської кар'єри зіграв ролі у понад 60 кіно-, телефільмах та серіалах. Відзначений численними (понад 20) національними та міжнародними професійними та фестивальними кінонагородами .

## Життєпис
Фабріціо Бентівольйо народився 4 січня 1957 року в Мілані, Італія. Був єдиною дитиною в сім'ї, де його батько працював стоматологом, а мати була домогосподаркою. Під час навчання в середній школі Леонардо да Вінчі мав пристрасть до музики та футболу. По закінченні школи протягом одного сезону (1970—1971) грав у молодіжній команді Інтера. Був вимушений покинути спортивну кар'єру через травму лівого коліна і вступив до акторської школи театру Piccolo Teatro, де відбувся його акторський дебют у «Тімоні Афінському» Вільяма Шекспіра.
У 1980 році Фабріціо Бентівольйо дебютував у кіно, знявшись у фільмі Альфредо Джіаннетті «Блакитноокий бандит», де його партнерами були Франко Неро та Даліла ді Лаццаро. Після фільму «Маракешський експрес» (1989) почалася багаторічна творча співпраця Бентівольо з режисером Габріеле Сальваторесом. Як і Дієго Абатантуоно Бентівольо став улюбленим актором Сальватореса. Знімався також у фільмах таких відомих режисерів, як Мауро Болоньїні, Сільвіо Сольдіні, братами Тавіані, Тео Ангелопулос, Паоло Соррентіно тощо.
У 1999 році Фабріціо Бентівольйо дебютував як режисер короткометражною стрічкою за власним сценарієм «Тіпота». У 2007 році поставив повнометражний фільм «Забудь про це, Джонні!».

## Музична кар'єра
У 1999 році Фабріціо Бентівольйо разом з групою Piccola Orchestra Avion Travel поставив музичне шоу «Війну видно з Місяця», після чого здійснив турне як співак і гітарист, виконуючи власні пісні, які згодом увійшли до його альбому «Sottotraccia». Крім того, до саундтреку стрічки «Вічність і один день» Тео Ангелопулоса увійшла пісня Поет у виконанні Бентівольо.

## Фільмографія
Актор
| Рік  |    | Українська назва                  | Оригінальна назва                          | Роль                          |
| ---- | -- | --------------------------------- | ------------------------------------------ | ----------------------------- |
| 1980 | ф  | Блакитноокий бандит               | Il bandito dagli occhi azzurri             | Ріккардо «Рік»                |
| 1980 | ф  | Мазох                             | Masoch                                     | Олександр                     |
| 1981 | ф  | Справжня історія дами з камеліями | La storia vera della signora dalle camelie | Дюма-син                      |
| 1981 | ф  | Гру закінчено                     | La festa perduta!                          |                               |
| 1982 | ф  | Смерть у Ватикані                 | Morte in Vaticano                          | панотець Бруно Мартелло       |
| 1985 | тф | Корсар                            | Il corsaro                                 |                               |
| 1985 | с  | 1986                              | Мисливці за шедеврами                      | Caccia al ladro d'autore      |
| 1985 | ф  | Дивовижна жінка                   | La donna delle meraviglie                  | Джанні                        |
| 1986 | ф  | Саломея                           | Salome                                     | Йоканаан                      |
| 1988 | ф  | Апартаменти нуль                  | Apartment Zero                             | Карлос Санчес-Верне           |
| 1989 | ф  | Маракешський експрес              | Marrakech Express                          | Марко                         |
| 1990 | ф  | Турне                             | Turné                                      | Федеріко Лоллі                |
| 1990 | ф  | Ребус                             | Rebus                                      | Рауль Ечегаррая               |
| 1990 | ф  | Мирне повітря Заходу              | L'aria serena dell'ovest                   | Чезаре                        |
| 1990 | ф  | Італія-Німеччина 4-3              | Italia-Germania 4-3                        | Франческо                     |
| 1991 | ф  | Червоний американець              | Americano rosso                            | Вітторіо Бенвеню              |
| 1992 | ф  | Пуерто Ескондідо                  | Puerto Escondido                           | Маріо                         |
| 1993 | ф  | Кінець відомий                    | La fine è nota                             | Бернардо Манні                |
| 1993 | ф  | Розділена душа                    | Un'anima divisa in due                     | П'єтро                        |
| 1994 | ф  | Як два крокодили                  | Come due coccodrilli                       | Габріеле                      |
| 1995 | ф  | Звичайний герой                   | Un eroe borghese                           | Джорджо Амброзолі             |
| 1995 | ф  | Школа                             | La scuola                                  | Спероне                       |
| 1996 | ф  | Виборча спорідненість             | Le affinità elettive                       | Оттоне                        |
| 1996 | ф  | П'янезе Нунціо: 14 років у травні | Pianese Nunzio, 14 anni a maggio           | дон Лоренцо Борреллі          |
| 1996 | ф  | Серйозна справа                   | Livers Ain't Cheap                         | Альфредо Донаті               |
| 1997 | ф  | Маріанна Укрія                    | Marianna Ucrìa                             |                               |
| 1997 | ф  | Свідок                            | Testimone a rischio                        | П'єро Нава                    |
| 1997 | ф  | Акробатки                         | Le acrobate                                | Стефано                       |
| 1998 | ф  | Слова кохання                     | La parola amore esiste                     | Марко                         |
| 1998 | ф  | Вічність і один день              | Mia aioniotita kai mia mera                | пісня (голос)                 |
| 1998 | ф  | Втрачене кохання                  | Del perduto amore                          | Антоніо, батько Джерардо      |
| 1999 | ф  | Годувальниця                      | La balia                                   | професор Морі                 |
| 1999 | кф | Тіпота                            | Tipota                                     | актор                         |
| 1999 | ф  | Відсутність                       | The Missing                                | монсеньйор Томмазо            |
| 2000 | ф  | Зуби                              | Denti                                      | дядько Ніно                   |
| 2000 | ф  | Мова Святого                      | La lingua del santo                        | Віллі, прозваний «Ален Делон» |
| 2000 | ф  | Відчайдушні чарівники             | Magicians                                  | Г'юго                         |
| 2001 | ф  | Готель                            | Hotel                                      | дуже важливий лікар           |
| 2002 | ф  | Верхи на тигрові                  | A cavallo della tigre                      | Гвідо                         |
| 2003 | ф  | Пам'ятай про мене                 | Ricordati di me                            | Карло Рістуччіа               |
| 2004 | ф  | Повторне кохання                  | L'amore ritorna                            | Лука Флоріо                   |
| 2006 | ф  | Земля                             | La terra                                   | Луїджі ді Санто               |
| 2006 | ф  | Друг сім'ї                        | L'amico di famiglia                        | Джино                         |
| 2007 | ф  | Тримати дистанцію                 | La giusta distanza                         | репортер Бенчівенья           |
| 2007 | ф  | Забудь про це, Джонні!            | Lascia perdere, Johnny!                    | Аугусто Рівербері             |
| 2010 | ф  | Щаслива сім'я                     | Happy Family                               | Вінченцо                      |
| 2010 | ф  | Безмежна юність                   | Una sconfinata giovinezza                  | Ліно                          |
| 2011 | ф  | Ніштяк!                           | Scialla!                                   | професор Бруно Бельтрам       |
| 2012 | ф  | Усе все нічого нічого             | Tutto tutto niente niente                  | заступник                     |
| 2013 | ф  | Не у стільцях щастя               | La sedia della felicità                    | Другий продавець картин       |
| 2013 | ф  | Ціна людини                       | Il capitale umano                          | Діно Оссола                   |
| 2014 | ф  | Невидимий хлопчик                 | Il ragazzo invisibile                      | Базілі                        |
| 2015 | ф  | І останні не стануть першими      | Gli ultimi saranno ultimi                  | Антоніо Занзотто              |

Режисер і сценарист
| Рік  |     | Назва українською      | Оригінальна назва       | Режисер | Сценарист |
| ---- | --- | ---------------------- | ----------------------- | ------- | --------- |
| 1990 |     | Турне                  | Turné                   |         | Так       |
| 1999 | к/м | Тіпота                 | Tipota                  | Так     | Так       |
| 2007 |     | Забудь про це, Джонні! | Lascia perdere, Johnny! | Так     | Так       |

## Нагороди та номінації
| Давид ді Донателло | Давид ді Донателло           | Давид ді Донателло                   | Давид ді Донателло |
| Рік                | Фільм                        | Категорія                            | Результат          |
| ------------------ | ---------------------------- | ------------------------------------ | ------------------ |
| 1995               | Звичайний герой              | Найкраща чоловіча роль               | Номінація          |
| 1997               | Свідок                       | Найкраща чоловіча роль               | Перемога           |
| 1999               | Втрачене кохання             | Найкраща чоловіча роль другого плану | Перемога           |
| 2000               | Тіпота                       | Найкращий короткометражний фільм     | Номінація          |
| 2003               | Пам'ятай про мене            | Найкраща чоловіча роль               | Номінація          |
| 2006               | Земля                        | Найкраща чоловіча роль               | Номінація          |
| 2008               | Забудь про це, Джонні!       | Найкращий режисерський дебют         | Номінація          |
| 2012               | Ніштяк!                      | Найкраща чоловіча роль               | Номінація          |
| 2014               | Ціна людини                  | Найкраща чоловіча роль               | Номінація          |
| 2015               | Невидимий хлопчик            | Найкраща чоловіча роль другого плану | Номінація          |
| 2016               | І останні не стануть першими | Найкраща чоловіча роль другого плану | Номінація          |

| Срібна стрічка | Срібна стрічка                                                      | Срібна стрічка                       | Срібна стрічка |
| Рік            | Фільм                                                               | Категорія                            | Результат      |
| -------------- | ------------------------------------------------------------------- | ------------------------------------ | -------------- |
| 1991           | Турне                                                               | Найкращий сюжет                      | Номінація      |
| 1994           | Розділена душа                                                      | Найкращий актор                      | Номінація      |
| 1996           | Звичайний герой                                                     | Найкращий актор                      | Номінація      |
| 2000           | Тіпота та Дитина з пістолетом                                       | Найкращий короткометражний фільм     | Перемога       |
| 2001           | Мова Святого                                                        | Найкращий актор                      | Номінація      |
| 2003           | Пам'ятай про мене                                                   | Найкращий актор                      | Номінація      |
| 2005           | Повторне кохання                                                    | Найкращий актор                      | Номінація      |
| 2012           | Ніштяк!                                                             | Найкращий актор                      | Номінація      |
| 2014           | Ціна людини                                                         | Найкращий актор                      | Перемога       |
| 2016           | І останні не стануть першими, Вічно молодий та Нам треба поговорити | Найкраща чоловіча роль другого плану | Номінація      |

| Золотий глобус (Італія) | Золотий глобус (Італія) | Золотий глобус (Італія) | Золотий глобус (Італія) |
| Рік                     | Фільм                   | Категорія               | Результат               |
| ----------------------- | ----------------------- | ----------------------- | ----------------------- |
| 1991                    | Червоний американець    | Найкращий актор         | Номінація               |
| 1997                    | Свідок                  | Найкращий актор         | Номінація               |
| 2003                    | Пам'ятай про мене       | Найкращий актор         | Номінація               |
| 2014                    | Ціна людини             | Найкращий актор         | Номінація               |

| Золотий кубок (Італія) | Золотий кубок (Італія)            | Золотий кубок (Італія) | Золотий кубок (Італія) |
| Рік                    | Фільм                             | Категорія              | Результат              |
| ---------------------- | --------------------------------- | ---------------------- | ---------------------- |
| 1990                   | Турне                             | Найкращий актор        | Перемога               |
| 1993                   | Розділена душа                    | Найкращий актор        | Перемога               |
| 1996                   | П'янезе Нунціо: 14 років у травні | Найкращий актор        | Номінація              |

| Кубок Вольпі (Венеційський кінофестиваль) | Кубок Вольпі (Венеційський кінофестиваль) | Кубок Вольпі (Венеційський кінофестиваль) | Кубок Вольпі (Венеційський кінофестиваль) |
| Рік                                       | Фільм                                     | Категорія                                 | Результат                                 |
| ----------------------------------------- | ----------------------------------------- | ----------------------------------------- | ----------------------------------------- |
| 1993                                      | Розділена душа                            | Найкращий актор                           | Перемога                                  |

| Золота хлопавка (Італія) | Золота хлопавка (Італія)     | Золота хлопавка (Італія)             | Золота хлопавка (Італія) |
| Рік                      | Фільм                        | Категорія                            | Результат                |
| ------------------------ | ---------------------------- | ------------------------------------ | ------------------------ |
| 1994                     | Розділена душа               | Найкраща чоловіча роль               | Перемога                 |
| 1997                     | Свідок                       | Найкраща чоловіча роль               | Перемога                 |
| 2003                     | Пам'ятай про мене            | Найкраща чоловіча роль               | Перемога                 |
| 2016                     | І останні не стануть першими | Найкраща чоловіча роль другого плану | Номінація                |

| Премія Пазінетті (Венеційський кінофестиваль) | Премія Пазінетті (Венеційський кінофестиваль) | Премія Пазінетті (Венеційський кінофестиваль) | Премія Пазінетті (Венеційський кінофестиваль) |
| Рік                                           | Фільм                                         | Категорія                                     | Результат                                     |
| --------------------------------------------- | --------------------------------------------- | --------------------------------------------- | --------------------------------------------- |
| 1993                                          | Розділена душа                                | Найкращий актор                               | Перемога                                      |
| 1996                                          | П'янезе Нунціо: 14 років у травні             | Найкращий актор                               | Перемога                                      |
| 2000                                          | Мова Святого                                  | Найкращий актор                               | Перемога                                      |

## Родина та особисте життя
Фабріціо Бентівольйо мав стосунки з акторкою Валерією Голіно (1993—2001). 20 травня 2012 року він одружився з акторкою Сільвією Піппіа, на 18 років молодшою за нього; подружжя виховує трьох дітей.